# Molotschansk

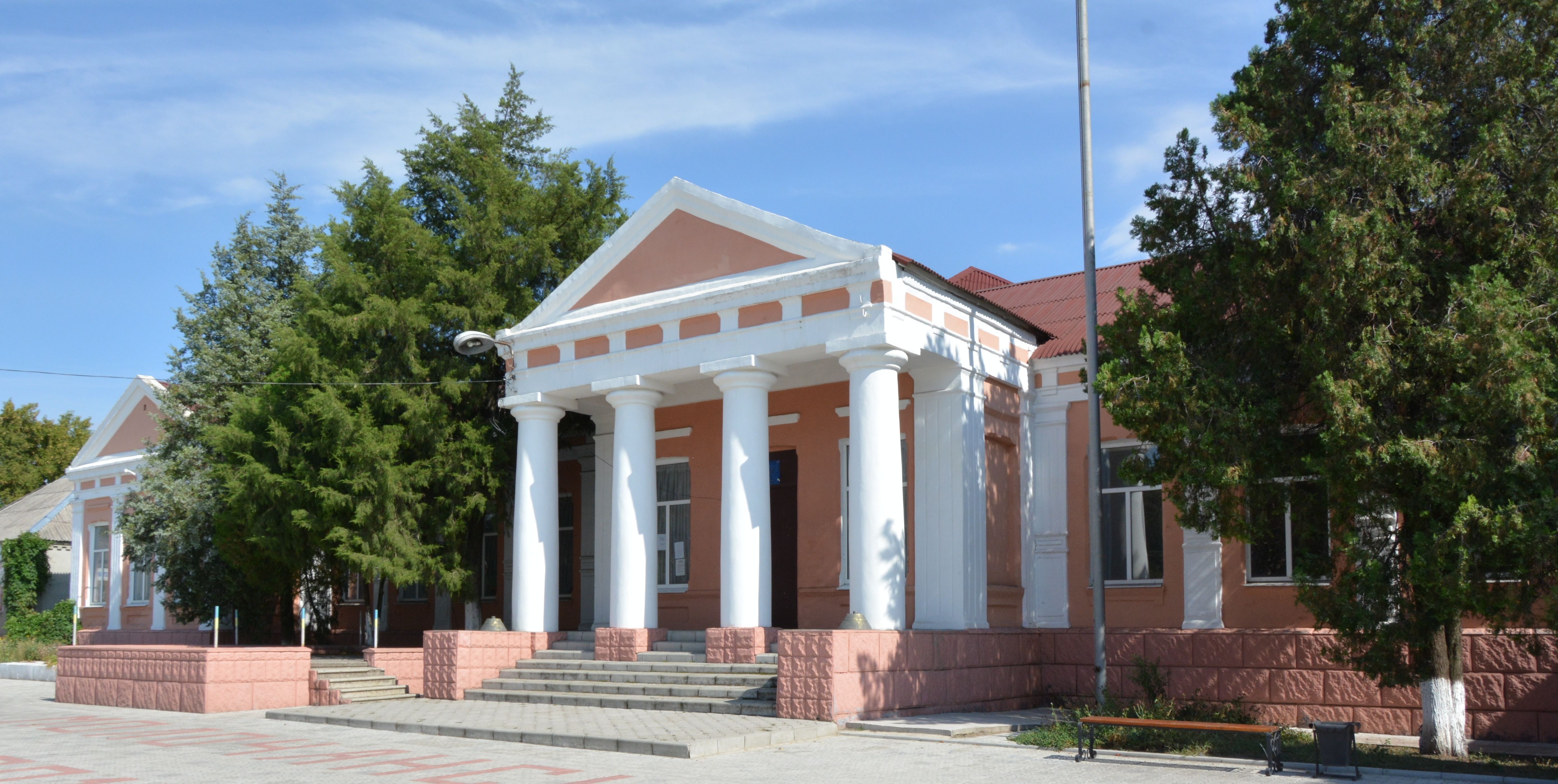
Schulgebäude im Ort, ehemalige Zentralschule der Mennoniten

Molotschansk (ukrainisch Молочанськ; russisch Молочанск, früher deutsch Halbstadt) ist eine kleine Stadt in der Oblast Saporischschja in der südlichen Zentralukraine am Fluss Molotschna, etwa 78 Kilometer südöstlich von Saporischschja südwestlich der Stadt Tokmak gelegen.

## Geschichte
Der Ort mit heute 6700 Einwohnern (2016) wurde 1804 von Mennoniten, die aus Westpreußen kamen, im Zuge einer weiträumigen Landinbesitznahme gegründet und von ihnen Halbstadt genannt. Die Mennonitenansiedlung Molotschna umfasste bis zu ihrer Auflösung noch 56 weitere Dörfer im Süden und Westen des Dorfes. 1928 wurde der Ort in den russisch klingenderen Namen Molotschansk umbenannt.
Während der deutschen Besatzung im Zweiten Weltkrieg trug Molotschansk wieder den Namen Halbstadt und war Hauptort des Kreisgebietes Halbstadt innerhalb des Reichskommissariat Ukraine.
Die deutsche Bevölkerung wurde 1943 in den Warthegau evakuiert und spätestens bei der Wiedereroberung des Gebietes durch die Rote Armee vertrieben und gewaltsam nach Sibirien, Kasachstan (Gebiet von Qaraghandy) und Kirgisistan umgesiedelt.

## Verwaltungsgliederung
Am 12. Juni 2020 wurde die Stadt zum Zentrum der neugegründeten Stadtgemeinde Molotschansk (Молочанська міська громада/Molotschanska miska hromada). Zu dieser zählen auch die 21 in der untenstehenden Tabelle aufgelisteten Dörfer sowie die Ansiedlung Sorjane, bis dahin bildete sie die gleichnamige Stadtratsgemeinde Molotschansk (Молочанська міська рада/Molotschanska miska rada) im Westen des Rajons Tokmak.
Am 17. Juli 2020 kam es im Zuge einer großen Rajonsreform zum Anschluss des Rajonsgebietes an den Rajon Polohy.
Folgende Orte sind neben dem Hauptort Molotschansk Teil der Gemeinde:
| Name                     | Name           | Name                             |
| ukrainisch transkribiert | ukrainisch     | russisch                         |
| ------------------------ | -------------- | -------------------------------- |
| Balkowe                  | Балкове        | Балково (Balkowo)                |
| Blahodatne               | Благодатне     | Благодатное (Blagodatnoje)       |
| Dolyna                   | Долина         | Долина (Dolina)                  |
| Hruschiwka               | Грушівка       | Грушевка (Gruschewka)            |
| Hryschyne                | Гришине        | Гришино (Grischino)              |
| Kosoluhiwka              | Козолугівка    | Козолуговка (Kosolugowka)        |
| Kuroschany               | Курошани       | Курошаны                         |
| Lahidne                  | Лагідне        | Лагидное (Lagidnoje)             |
| Lewadne                  | Левадне        | Левадное (Lewadnoje)             |
| Ljubymiwka               | Любимівка      | Любимовка (Ljubimowka)           |
| Mohutnje                 | Могутнє        | Могутнее (Mogutneje)             |
| Mostowe                  | Мостове        | Мостовое (Mostowoje)             |
| Nowomykolajiwka          | Новомиколаївка | Новониколаевка (Nowonikolajewka) |
| Roskischne               | Розкішне       | Роскошное (Roskoschnoje)         |
| Rybaliwka                | Рибалівка      | Рыбаловка (Rybalowka)            |
| Saporischschja           | Запоріжжя      | Запорожье (Saporoschje)          |
| Sorjane                  | Зоряне         | Зоряное (Sorjanoje)              |
| Switle                   | Світле         | Светлое (Swetloje)               |
| Udarnyk                  | Ударник        | Ударник (Udarnik)                |
| Ukrajinka                | Українка       | Украинка (Ukrainka)              |
| Wessele                  | Веселе         | Весёлое (Wessjoloje)             |
| Wynohradne               | Виноградне     | Виноградное (Winogradnoje)       |

## Baudenkmäler
Aus der Zeit der Mennoniten sind zwei langgestreckte Ziegelbauten der Firma Heinrich Schroeder erhalten. Die Gebäude haben große gewölbte Fenster und mit Dachziegeln gedeckte Walmdächer. Ebenfalls erhalten ist das Gebäude der Genossenschaftsbank, ein Ziegelbau mit ungewöhnlich schmalen und hohen Fenstern und Attika mit Einflüssen des Jugendstils, das heute als Schule genutzt wird. Weiterhin ist das Gebäude der Zentralschule erhalten, das durch einen griechischen Portikus betont ist. Vier große dorische Säulen tragen den Giebel und bilden eine Vorhalle. In symmetrischer Ergänzung zum Haupteingang wird das Gebäude an den beiden Enden von Flügelanlagen mit Giebeln flankiert. Auch das ehemalige Verwaltungszentrum und zwei vom Morija Diakonissenheim genutzte Gebäude sind erhalten. In der vormalige Mädchenschule ist heute ein Mennotisches Zentrum untergebracht. Auch die ehemalige Mühle Willms, Teile der Brauerei Neufeld, die Wohnhäuser Jakob Fehderau, David Willms und Heinrich Willms sind erhalten, sowie die Bauten der Firma Heinrich Schroeder und die Fabrik Franz & Schroeder. Am Stadtrand, im ehemaligen Dorf Muntau, ist der Bau des Krankenhauses von 1889 erhalten. Das Krankenhaus wurde bis 1912 mehrmals aus- und umgebaut. Dabei wurde der vorherige Bau durch ein Paar zweigeschossiger Flügel ergänzt, deren einer der Straße zugewandt ist, während der andere sich zum Hof hin erstreckt. Das Krankenhaus ist immer noch als solches genutzt

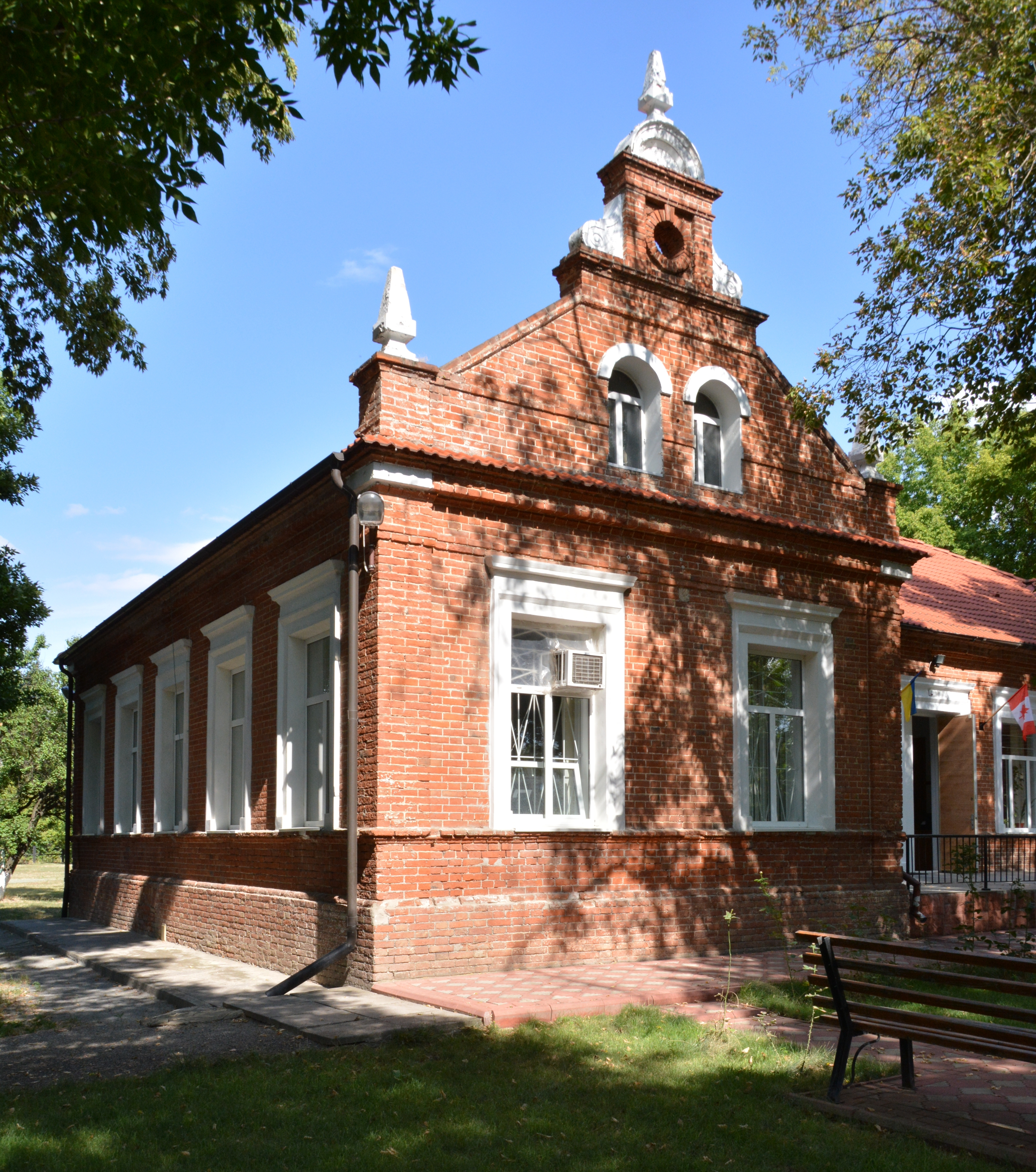
Ehemalige Deutsche Schule

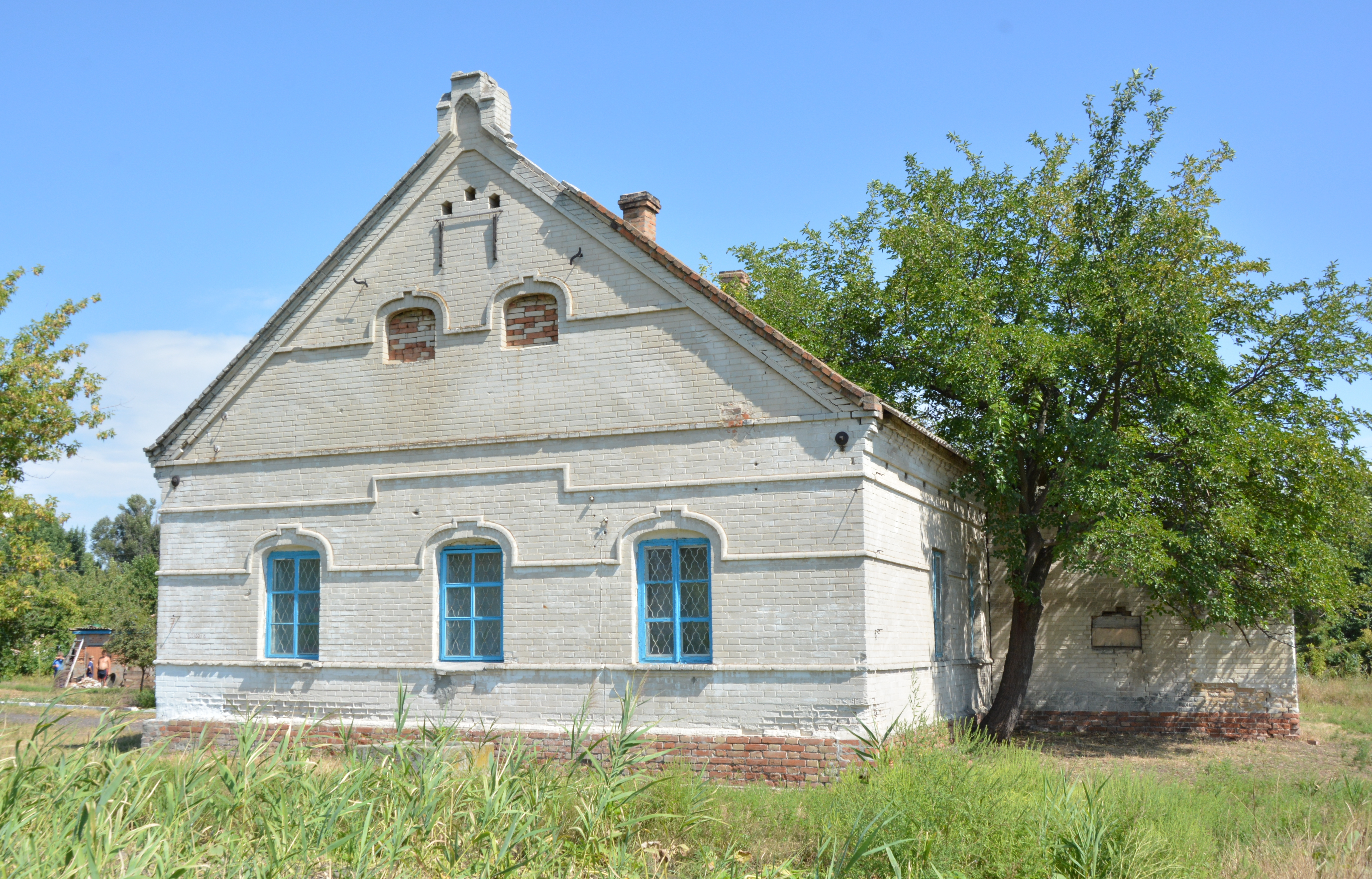
Mennonitisches Wohnhaus

## Einwohnerentwicklung
| 1939   | 1959   | 1970   | 1979   | 1989  | 2001  | 2005  | 2016  |
| ------ | ------ | ------ | ------ | ----- | ----- | ----- | ----- |
| 11.800 | 10.771 | 10.207 | 10.082 | 9.096 | 7.964 | 7.624 | 6.711 |

Quelle:

## Söhne und Töchter der Stadt
- William Neufeld (1901–1992), US-amerikanischer Speerwerfer russlanddeutscher Herkunft
- Helmut Oberlander (1924–2021), Mitglied der Sicherheitspolizei und des -dienstes
- Ingrid Rimland (1936–2017), Buchautorin und Holocaustleugnerin